# تلميع

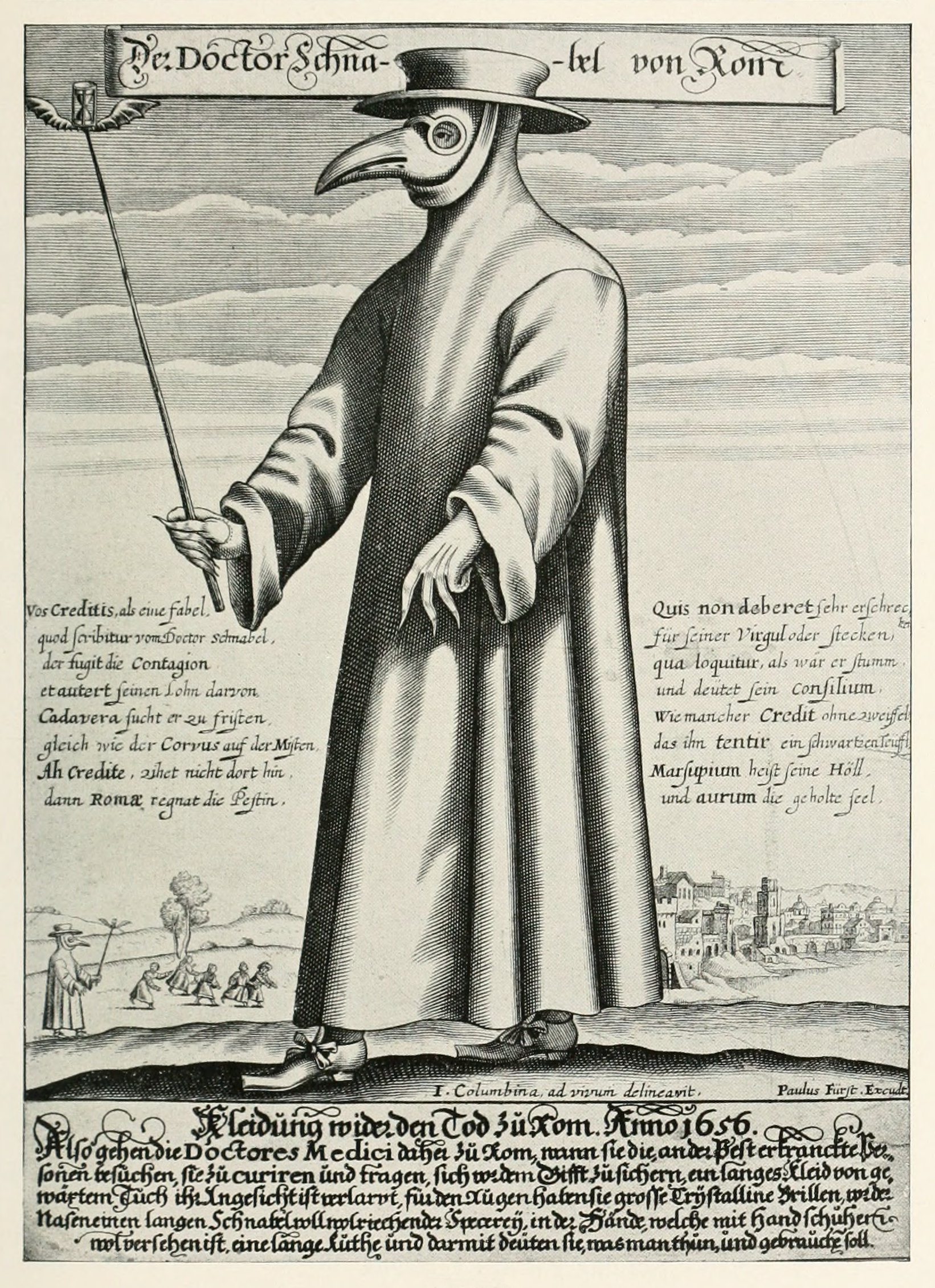

التلميع في علم البديع هو تأليف نص واحد بلغتين مختلفتين أو لغات كثيرة والتأليف بينها.

## الملمعات

### أمثلة شعرية

#### عربية فارسية
- ديوان حافظ:

ألا يا أيها الساقي — أَدر كأسا وناولها

که عشق آسان نمود — أول ولی افتاد مشکل‌ها
ترجمة تحت اللفظ: هذا العشق سهلا يبدو، أولا ولكن تقع المشاكل
ترجمة: إن الحب سهل وممتنع في أوله، ولكن متاعبه تكمن فيما بعد.

## المكرونية
المكَرونيّة هو لفظ دخيل أجنبي ذو دلالة هزلية يصطلح به على التلميع.

### اللاتينية المكرونية
اللاتينية المكرونية هي اللغة الملمعة بكلمات لاتينية وغير لاتينية، أو اللغة التي ألحقت بكلماتها علامات لخواتم الكلمات اللاتينية.

## حواش
1. ↑  ألمانية: Nudelverse أي "أبيات شَعرية"
2. ↑  المكَرونيك والمكَرونيسِسم، من macaronic(us)_-ism نسبة للمكرونة
3. ↑  لاتينية: Latīnitās culīnāria لَتينِتاس كُليناريَا أي "لاتينية مطبخية" | هولندية: Potjeslatijn بتيِس‌لَتين أي "لاتينية قديرات"

## وصلات خارجية
- هلال بن ناجي: حامد صدقي. ديوان أبي بكر الخوارزمي. مجمع اللغة العربية الأردني